# Жуау Кабрал ди Мелу Нету
Жуау Кабрал ди Мелу Нету (на португалски: João Cabral de Melo Neto) е бразилски поет.

## Биография
Той е роден на 9 януари 1920 година в Ресифи. През по-голямата част от живота си работи като дипломат. От 40-те години започва да публикува поезия, като днес е определян като един от най-значимите бразилски поети в историята. През 1990 година получава наградата за португалоезична литература „Камоинш“.
Жуау Кабрал ди Мелу Нету умира на 9 октомври 1999 година в Рио де Жанейро.
1. ↑  Prêmio Camões de Literatura //   Посетен на 30 октомври 2024 г. (на португалски)